# La strada di Félix
La strada di Félix (Drôle de Félix) è un film del 2000 diretto da Olivier Ducastel e Jacques Martineau.

## Trama
Félix, un giovane gay di origini arabe, dopo aver perso la madre ed il lavoro, viaggia alla ricerca del padre mai conosciuto.
Portandosi dietro solo una piccola borsa, delle medicazioni per l'HIV ed un aquilone con i colori dell'arcobaleno, durante il viaggio egli incontra una serie di personaggi diversi. Tra di essi, un adolescente al quale egli insegna a disegnare, una donna in età avanzata che gli offre riparo in casa propria, un giovane uomo con il quale Félix ha un breve incontro sessuale, una madre di tre bambini ed un pescatore di mezza età.
Chiamando ognuno di questi personaggi "fratello", "cugino", "nonna" e così via, egli si costruisce lentamente una sorta di famiglia, e raggiunge attraverso la sua odissea una nuova consapevolezza della vita, indipendentemente dall'incontro avvenuto o meno con il suo padre reale alla fine della storia.

## Censura
Mentre il film non è stato valutato dalla Motion Picture Association of America, la British Board of Film Classification l'ha classificato con il grado 15, ossia adatto a persone dai 15 anni in su. In Francia, esso ha ricevuto il visto censura U, ossia adatto ad un pubblico di tutte le età, approvato dal Ministero della Cultura nazionale.

## Riconoscimenti
- 2000 - Festival di Cabourg
  - Swann d'oro alla miglior rivelazione maschile: Sami Bouajila